# Сремски фронт
Сремският фронт (на сърбохърватски: Sremski front) е защитна линия на силите на Оста по време на Втората световна война.
Линията е установена в края на октомври 1944 г. в Срем, северно от Белград. След като югославските партизани и Червената армия превземат Белград, отстъпващите части на Вермахта и хърватските въоръжени части се окопават, за да защитят оттеглянето на германските войски от Балканите.
Югославските партизани с помощ от съветски, български и италиански войски водят тежка зимна кампания и на 12 април 1945 г. завземат изоставените от германо-хърватските сили позиции. Фронтът се очертава като място на политически убийства на хиляди буржоазни младежи, особено от Белград. Към 1-ва армия на югославските партизани е и 15-и корпус на НОВЮ в състав от 48-а и 42-ра македонски дивизии на НОВЮ.

## Операции
Сремският фронт се очертава сред най-трудните фронтове в Югославия през Втората световна война. Когато по-голямата част от Червената армия се включва в Белградската операция, продължавайки към Унгария, югославската армия, използвайки партизански методи на труден терен, остава да се бие със силно укрепените сили на Оста. Младежи от Войводина и Централна Сърбия са масово изпращани на фронта, а качеството на тренировките и нивото на жертвите остава спорно, като се претендира за поне 30 хиляди загинали югославски войници.По същото време намиращи се в тила на немско-хърватските части мощни партизански корпуси не нанасят удар в гръб. Лековъоръжените войници, а понякога и невъоръжените, са изпращани да нападат немските бункери, окопи, картечни гнезда и дори танкове, като укрепленията са били изградени на естествено защитени позиции. Тези безумни нападения са ужасявали дори Червеноармейците, свикнали с тежките загуби в сраженията. На този фронт загиват и мнозинството от загиналите през войната „македонци“, които Югославската и Скопската пропаганди приписват на „борбата с бугарската фашистичка окупация“.Заради тази противобългарска пропагандна цел сраженията на Сремският фронт рядко се споменават в Северна Македония, независимо че са били единственото голямо и най-кървавото сражение на Македонските партизани.
Битката започва западно от Сремска Митровица, като се е планирало през декември да бъде превзет Загреб, и се стабилизира през януари 1945 г. западно от Шид, след като градът сменя властта си при германските контраатаки. На 12 април 1945 г., след като Виена е превзета от Червената армия, немците изоставят укрепленията си, защото отбраната на позицията е загубила смисъла си. Югославската 1-ва армия, командвана от Пеко Дапчевич, влиза във Вуковар, Винковци, Жупания и напредва към Славонски брод и Загреб.